# Intenzivno stočarstvo
Intenzivno stočarstvo, industrijska stočarska proizvodnja i makro-farme, takođe poznate (posebno od strane protivnika) kao fabričke farme, su vrsta intenzivne poljoprivrede, posebno pristup stočarstvu dizajniran da maksimizira proizvodnju uz minimiziranje troškova. Da bi se ovo postiglo, agrobiznisi drže stoku poput goveda, živine i ribe u velikoj gustini stočnog fonda, u velikim razmerama, i koristeći moderne mašine, biotehnologiju i globalnu trgovinu. Glavni proizvodi ove industrije su meso, mleko i jaja za ljudsku ishranu.
Neprestano se vodi debata o koristima, rizicima i etici intenzivnog uzgoja životinja. Pitanja uključuju efikasnost proizvodnje hrane, dobrobit životinja, zdravstvene rizike i uticaj na životnu sredinu (npr. poljoprivredno zagađenje i klimatske promene). Takođe postoji zabrinutost da li je intenzivna farma životinja dugoročno održiva, s obzirom na troškove u resursima. Intenzivni uzgoj životinja je kontroverzniji od lokalnog uzgoja i potrošnje mesa uopšte. Zagovornici fabričke poljoprivrede tvrde da je fabrička poljoprivreda dovela do poboljšanja smeštaja, ishrane i kontrole bolesti u poslednjih dvadeset godina; međutim, ove tvrdnje su opovrgnute. Pokazalo se da fabrička poljoprivreda šteti divljim životinjama, životnoj sredini, stvara zdravstvene rizike, zlostavlja životinje, eksploatiše radnike (posebno nelegalne radnike), i podiže veoma teška etička pitanja.

## Literatura
- Crawford, Dorothy (2018). Deadly Companions: How Microbes Shaped our History. Oxford, UK: Oxford University Press.

## Spoljašnje veze
- Animals Used for Food, Animal Ethics
- National Agriculture Law Center – Animal Feeding Operations
- Calls to reform food system: 'Factory farming belongs in a museum'. The Guardian. May 24, 2017.